# Ratzeburg
Ratzeburg (phát âm tiếng Đức: [ˈʁatsəbʊʁk]) là một thị xã trong bang Schleswig-Holstein, nước Đức. Đô thị Ratzeburg có diện tích 30,29 km², dân số thời điểm 31 tháng 12 năm 2006 là 13.671 người. Thị xã này được bao quanh bởi 4 hồ. Ratzeburg là thủ phủ của huyện Lauenburg.

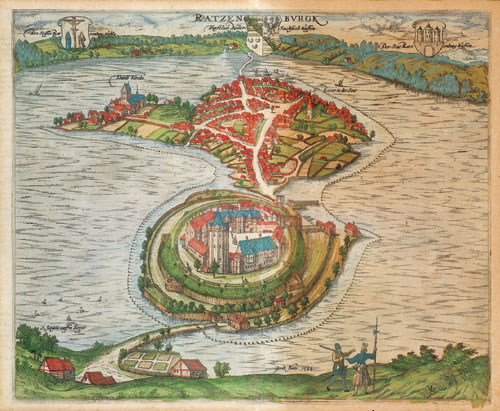
Ratzeburg, khoảng năm 1590.

Thị trấn được lập vào thế kỷ 11 với tên Racisburg. 

## Cư dân nổi tiếng
- Ernst Barlach (1870-1938), nghệ sĩ
- Karl Adam (1912-1976), huấn luyện viên
- Magnus I, Công tước Saxe-Lauenburg, được chôn cất ở đây.

## Đô thị kết nghĩa
- Esneux, Bỉ
- Walcourt, Bỉ
- Ribe, Đan Mạch
- Châtillon, Pháp
- Sopot, Ba Lan
- Strängnäs, Thụy Điển